# Suspicion (Fernsehserie, 1957)
Suspicion ist eine US-amerikanische Krimi-Fernsehserie, die von 1957 bis 1958 beim amerikanischen Fernsehsender NBC lief. Insgesamt wurden von Suspicion 42 einstündige Folgen hergestellt. Die erste Folge wurde am 30. September 1957 ausgestrahlt, die letzte am 21. Juli 1958.

## Geschichte und Konzept
In den 1950er Jahren war das Fernsehen ein aufstrebendes Medium, das begann, dem Kino den Rang abzulaufen. Es bot Produzenten, Regisseuren oder Schauspielern neue Beschäftigungs- und Verdienstmöglichkeiten. Eines der Erfolgsmodelle der damaligen Zeit waren sogenannte Anthologies, Serien mit jeweils abgeschlossenen Handlungen. Eine dieser erfolgreichen Serien war ab 1955 Alfred Hitchcock präsentiert, bei der Alfred Hitchcock Produzent war, sporadisch Folgen selbst inszenierte und selbst für einführende Moderationen auftrat. Die Popularität der Serie, die beim amerikanischen Fernsehsender CBS ausgestrahlt wurde, inspirierte den konkurrierenden Sender NBC dazu, ebenfalls eine solche Serie ins Programm zu nehmen und Alfred Hitchcock für eine Mitarbeit zu gewinnen.
Als Produzenten verpflichtete NBC Hitchcocks Shamley Productions sowie die Produktionsfirma Revue Productions von Alan Miller, die jeweils 20 der geplanten 40 Folgen produzieren sollten. Dabei fungierte Hitchcock als Executive Producer und seine langjährige Mitarbeiterin Joan Harrison als Produktionsleiterin vor Ort.
Wie bei Alfred Hitchcock präsentiert bestand das Konzept darin, mysteriöse, melodramatische und spannende Geschichten zu erzählen, in denen normale Menschen aus ihrem Alltagsleben heraus in außergewöhnliche, oft bedrohliche Situationen geraten. Wie bei dem Vorbild führte ein Moderator durch das Programm, zunächst der Schauspieler Dennis O’Keefe, nach dessen Ausscheiden sein Kollege Walter Abel.
Nur die erste Folge der Serie, die Folge Die Bombe im Keller (Four O’Clock), wurde von Alfred Hitchcock selbst inszeniert, ansonsten hielt sich Hitchcock im Hintergrund. Obwohl sich Suspicion an einem Erfolgskonzept orientiert hatte, lief die Serie nur eine Saison und wurde nach der ersten Staffel aufgrund schwacher Zuschauerquoten und schlechter Bewertungen eingestellt. Der Grund dafür lag unter anderem darin, dass es Suspicion nicht gelang, aus dem Schatten von Alfred Hitchcock Presents zu treten. Hinzu kam, dass es Fernsehserien mit abgeschlossenen Folgen schwerer hatten als Serien mit fortlaufender Handlung, ein festes Publikum an sich zu binden. Bei Alfred Hitchcock präsentiert war es die charismatische und populäre Persönlichkeit Alfred Hitchcock, die einzelne Folgen inszenierte, als Moderator in den einzelnen Folgen auftrat und ein Fixpunkt der Serie war und ihren roten Faden darstellte, Suspicion fehlte eine solche Figur.

## Stab

### Schauspieler
Unter anderem traten in einzelnen Folgen von Suspicion folgende Schauspieler auf:
| - Warren Beatty - Charles Bronson - John Carradine - James Coburn - Claudette Colbert - Joseph Cotten - Bette Davis - Lorne Greene | - Patricia Hitchcock (Hitchcocks Tochter) - Boris Karloff - Jack Klugman - Michael Landon - Patrick Macnee - Roddy McDowall - Ray Milland (auch Regisseur einer Folge) - Audie Murphy | - Donna Reed - William Shatner - Rod Steiger - Rod Taylor - Eli Wallach - Jack Warden - John Williams |

### Regie
Der neben Hitchcock namhafteste Regisseur, der eine Folge von Suspicion inszenierte, war Lewis Milestone. Regisseure, die mehrfach Folgen der Serie inszenierten, waren John Brahm (3), Don Medford (6), James Neilson (4), Jack Smight (2), Robert Stevens (4), Elliot Silverstein (2).

### Drehbuch
Für die Folge  The Eye of Truth schrieb der Kriminalroman-Autor Eric Ambler das Drehbuch.

## Auszeichnungen
- David Janssen wurde für seine Darstellung in der Folge  Heartbeat für einen Emmy nominiert.
- Suspicion wurde mit dem Champion Award für die beste Mysteryserie des Jahres 1957 ausgezeichnet.